# Свети Димитър (Охрид)
Вижте пояснителната страница за други значения на Свети Димитър.
„Свети великомъченик Димитър“ (на македонска литературна норма: „Свети великомаченик Димитриј“) е православна църква в град Охрид, Северна Македония.

## Местоположение
Църквата е разположена близо до Горната порта, преди началото на двора на „Света Богородица Перивлепта“.

## История
Няма точни сведения за времето на изграждането ѝ и съответно в науката има различни предположения. Джордже Мано Зиси датира живописта в края на XIV век и началото на XV век. Радивое Любинкович и Миряна Чорович-Любинкович датират живописта преди 1334 година. Воислав Джурич датира църквата в третата четвърт на XIV век. Цветан Грозданов датира живописта в седемдесетте или осемдесетте години на XIV век.
От по-късни документи се разбира, че църквата е била параклис на манастира „Света Богородица Перивлепта“ и е била част от Първа охридска енория.

## Архитектура
Църквата е малък еднокорабен храм с голяма тристранна апсида на изток. Размерите са 7,34 m x 4,49 m. Има два входа от южната и от западната страна. Имала е полукръгъл свод, заменен по-късно с покривът е на две води с дървена конструкция, видима отвътре. Вляво и вдясно от апсидата има две различни по големина полукръгли ниши. Правоъгълна ниша има и на северната стена в олтара. Осветлението става през бифора на северната стена и два малки отвора на източната – един в апсидата и един над нея.
Градена е от ломен камък варовик и блокове обработен бигор с декоративна употреба на тухли и парчета керемини свързани с варов хоросан. В южната и в северната стена са взидани и части от мраморни колони и една прозоречна рамка от по-стара, вероятно антична сграда. Венците на фасадите са от три реда тухли, от които средният е зъбчесто поставен.

## Живопис
Живописта се придържа към тематичната традиция на охридските еднокорабни църкви. Дело е на двама зограби и качеството ѝ е средно и показва осезателно спадане на нивото на зографското изкуство в Охрид. Първият майстор е изписал стенописите на южната стена и запазените части от апсидата – Възнесение и Христос на риза. Той спазва класическите пропорции, равнотежестта на композициите и сигурния чертеж, докато при втория фигурите са непропорционални, с недобър колорит и беизразни – Успение и Преображение.
В църквата е запазена голяма част от оригиналната живопис. На западната стена в първата зона от юг са Света Параскева и Света Варвара, а от север светците Константин и Елена. Във втората зона над входа е Успение Богородично, а в горната част е Преображение Господне. На северната стена в първата зона е Дейсис, Свети Климент Охридски, Свети Георги, Свети Прокопий, Свети Теодор Тирон и Свети Теодор Стратилат. Във втората зона Влизане в Йерусалим, Разпятие, Мироносците на Христовия грод и Слизане в Ада. В най-горната зона са изобразени пророци в медальони, между които могат да се разпознаят Давид, Соломон и Йеремия. На източната стена, под върха на апсидата оригиналните стенописи са унищожени и има по-нова живопис. В дяконикона около 1840 година Михаил Анагност от Самарина изобразява Мелхиседек. От старата живопис има остатъци от двете страни на апсидата – архангел Гавриил и Богородица от Благовещение. Над конхата е изображението на Христос на риза, а при самия връх по цялата ширина е Възнесение Господне. На южната стена в първата зона е патронът Свети Димитър и вероятно Свети Николай. Във втората зона на южната стена са Рождество Христово, Сретение, която е частично запазена и Възкресение Лазарево, която също е частично запазена.

## Иконостас
Иконостасът има голям фриз с дейсисна композиция от десет апостола. Двамата липсващи апостоли вероятно са отсечени и вероятно иконостасът е правен за друга охридска църква. Иконостасът завърщва с резбован змийски кръст и Разпятие с размери 230 х 245 х 3 m, което се датира в XV – XVI век. На иконостаса има и четири икони: „Свети Димитър“, „Света Богородица с Христос“, „Исус Христос“, Царски двери от ΧΙΧ век.